# Chiến dịch Bolo
Chiến dịch Bolo được tiến hành vào ngày 2 tháng 1 năm 1967, là một chiến dịch do Không lực Hoa Kỳ tiến hành nhằm tiêu diệt một số lượng lớn các máy bay MiG-21 của Không quân Nhân dân Việt Nam. Trong chiến dịch này, các máy bay của phía Việt Nam đã bị các máy bay F-4 của Mỹ phục kích bắn rơi ngay khi vừa rời đường băng và chưa kịp xếp đội hình. Theo phía Mỹ, đã có 7 chiếc MiG-21 của Việt Nam đã bị bắn rơi trong trận đánh này Phía Việt Nam xác nhận có 5 chiếc bị bắn rơi.
Cuối năm 1965, những chiếc MiG-21 đầu tiên của Việt Nam đã bắt đầu trực chiến tại căn cứ không quân Đa Phúc. Những chiếc MiG-21 của Việt Nam thường tấn công đối phương với tốc độ vượt âm, phóng tên lửa từ phía sau mục tiêu và nhanh chóng thoát khỏi sự truy đuổi. Người Mỹ đã khó đưa ra một giải pháp nào đó chống lại chiến thuật này, một chiến thuật đòi hỏi sự chuẩn bị tốt cho phi công và sĩ quan dẫn đường trên mặt đất ở sở chỉ huy.
Trong năm 1966, các phi công Hoa Kỳ tuyên bố đã bắn rơi 6 chiếc MiG-21. Phía Việt Nam tuyên bố 7 chiếc F-4 Phantom II và 11 chiếc F-105 Thunderchiefs đã bị MiG-21 bắn hạ.
Phản ứng lại, không quân Mỹ triển khai chiến dịch Bolo nhằm đáp trả. Chiến dịch này được Mỹ nghiên cứu rất kỹ, giữ bí mật ý đồ tác chiến nên đã gây bất ngờ cho không quân Việt Nam. Các phi công Mỹ tham gia trận không chiến được tập trung nghiên cứu kỹ mọi chi tiết của chiến dịch, cách sử dụng các thiết bị tác chiến điện tử, cách nghi binh, sử dụng vũ khí. Để nghi binh đánh lạc hướng hệ thống rađa ở miền Bắc Việt Nam, không quân Mỹ sử dụng kết hợp bố trí đội hình (đội hình bay, thời gian cất cánh, tốc độ, độ cao) và các thiết bị tác chiến điện tử, gây nhiễu (máy bay F-4 đeo khối ECM Pod với thiết bị gây nhiễu QRC-160 Jamming Pod, giống các máy bay F-105 Thunderchief để khiến Việt Nam tưởng lầm đó là F-105). Khi chiến dịch bắt đầu, các máy bay tiêm kích Mỹ bay trực chiến trên mây ngay trên vùng trời sân bay, sẵn sàng tấn công khi các máy bay MiG-21 mới xuyên mây lên chưa tập hợp xong đội hình. Khi MiG-21 cất cánh để đi đánh chặn đã bị phục kích bất ngờ, chịu tổn thất ngay khi mới cất cánh lên.
Việt Nam công nhận đã có 5 chiếc MiG bị hạ trong ngày 2/1 và thêm 2 chiếc vào ngày 6/1, điều may mắn là chỉ có 1 phi công tử trận còn 6 người khác đã nhảy dù an toàn. Không quân Việt Nam đã quyết định dừng bay MiG-21 đến ngày 23-4-1967 nhằm rút kinh nghiệm, chỉ ra nguyên nhân, bài học và tìm ra phương án đối phó với các chiến thuật mới của không quân Mỹ, sẵn sàng cho các trận đánh tiếp theo. Tính chung nửa đầu năm 1967, trong các trận không chiến, các phi công Việt Nam tuyên bố đã bắn rơi được 15 máy bay Mỹ.